# 什科茨扬 (迪瓦查市镇)
什科茨扬（斯洛維尼亞語： 發音：[ˈʃkɔːtsjan]），是斯洛維尼亞迪瓦查市鎮的一座小型村落，傳統上屬於斯洛維尼亞沿海地區。村落附近的什科茨揚溶洞由其命名，是一座世界遗产
當地教堂是獻給聖康提阿奴斯，屬於Rodik堂区。